# Grand Ridge (Floryda)
Grand Ridge – miasto w Stanach Zjednoczonych, w stanie Floryda, w hrabstwie Jackson.